# Kommunistische Partei Deutschlands (Aufbauorganisation)
Die Kommunistische Partei Deutschlands (Aufbauorganisation) war eine maoistische K-Gruppe, die 1970 aus der 68er-Bewegung hervorging.

## Geschichte

### Vorgeschichte
Der Gründung der KPD (AO) vorausgegangen war ein längerer Fraktionierungsprozess innerhalb der APO und des Berliner SDS, in dessen Verlauf sich verschiedene Gruppen und Fraktionen bildeten wie z. B. die „Berliner Projektgruppe Elektroindustrie“ (PEI) – später „Proletarische Linke/Parteiinitiative“ (PL/PI) –, „ML Westberlin“, „Ruhrkampagne“, das „Sozialistische Arbeiter- und Lehrlingszentrum Westberlin“ (SALZ) oder die verschiedenen „Roten Zellen“ an den Berliner Universitäten und Hochschulen.
Zum offenen Bruch zwischen den verschiedenen Fraktionen kam es schließlich auf der Arbeitskonferenz der „Roten Presse Korrespondenz“ (RPK) am 6./7. Dezember 1969 in West-Berlin, an der diverse politische Gruppen teilnahmen (u. a. Ad-hoc-Gruppen, SALZ-Fraktionen, Ruhrkampagne, 883-Redaktion, „Rote Zellen“ an der Freien Universität und Technischen Universität Berlin, verschiedene Basis- und Betriebsgruppen, INFI-Projektgruppe Afrika, Vietnam-Komitee, Palästina-Komitee und RPK-Geschäftsführung und -Vertrieb).
Die Entwicklung der Septemberstreiks 1969 hatte zu der Frage geführt, „welche Rolle die revolutionäre Intelligenz im Klassenkampf zu spielen hätte, wobei uns zum ersten Mal klar war, dass nicht wir, sondern das Proletariat den Klassenkampf führen wird“, woraus letztlich der Schluss gezogen wurde, eine kommunistische Partei aufzubauen: „Die Gruppe von Genossen, die sich nach einer Reihe gründlicher Diskussionen, die unter dem Aspekt der ‚ideologischen Vereinheitlichung‘ in den grundlegenden politischen Fragen geführt werden, zusammenschließen, nachdem Fragen der zukünftigen Berufstätigkeit von Studenten und der langfristigen politischen Verpflichtung geklärt sind, begründet ihre politische Tätigkeit als KPD-AUFBAUORGANISATION mit dem Ziel, eine revolutionäre Kommunistische Partei auf nationaler Ebene zu schaffen“.

### Gründung
Diese „revolutionäre Kommunistische Partei“ wurde im Februar 1970 unter dem Namen „Kommunistische Partei Deutschlands – Aufbauorganisation“ (KPD-AO) in West-Berlin unter Führung von Jürgen Horlemann, Peter Neitzke und Christian Semler gegründet (scherzhaft auch „KPD/A-Null“, „KPD/OA“ (ohne Arbeiter), „KPD/FU“ (nach der Freien Universität) oder nach ihrem Zentralorgan „Gruppe Rote Fahne“ genannt). Das „AO“ legte sie im Juli 1971 ab und nannte sich nur noch „KPD“.
Wie zahlreiche andere miteinander konkurrierende „K-Gruppen“ wollte die KPD an die Tradition der alten, 1956 vom Bundesverfassungsgericht verbotenen KPD anknüpfen, grenzte sich dabei jedoch von der 1968 als „offizielle“ KPD-Nachfolgerin neu gegründeten Deutschen Kommunistischen Partei ab. Während sich die DKP bzw. die Sozialistische Einheitspartei Westberlins (SEW) ideologisch stark an der Sozialistischen Einheitspartei Deutschlands bzw. der Kommunistischen Partei der Sowjetunion orientierten, lehnte die KPD einen nachstalinistischen sowjetischen Führungsanspruch ab und bezeichnete die Sowjetunion seit Chruschtschow als „revisionistisch“. Die KPD behauptete, die Theorien von Marx, Engels, Lenin, Stalin und Mao Zedong (Maoismus) zu vertreten, und berief sich auf das Erbe der alten KPD (unter Ernst Thälmann vor 1933).
Im Juli 1971 wurde die „Programmatische Erklärung der Kommunistischen Partei Deutschlands (KPD)“ veröffentlicht, in der sie u. a. formulierte: „Die KPD hält konsequent fest am politischen Hauptinteresse des Proletariats, dem Aufbau des Sozialismus als Übergangsetappe zur klassenlosen Gesellschaft: dem Kommunismus“ (S. 13). Im Februar 1972 wurde der „Rechenschaftsbericht des Zentralkomitees der KPD an die 4. Parteikonferenz“ und im Mai 1972 schließlich das Statut veröffentlicht: „Die Grundlage des Programms der KPD ist die Theorie des Marxismus-Leninismus […] Das organisatorische Prinzip der Partei ist der demokratische Zentralismus […]“ (Statut, S. 6f.). Die KPD formulierte als politisches Ziel die Errichtung der „Diktatur des Proletariats“ (Statut, S. 5).

### Gewerkschaftsopposition
Zeitweise propagierte die Partei die Revolutionäre Gewerkschaftsopposition nach dem Vorbild der Weimarer KPD: „Unser Ziel ist der Aufbau der revolutionären Gewerkschaftsopposition unter politischer Führung unserer Partei“. „Im Frühjahr 1973 … fand in Dortmund-Mengede der Kongress der Revolutionären Gewerkschaftsopposition (RGO) statt … Inhaltlich propagierte der Kongress vor allem die ‚selbständige Kampfesführung ohne und gegen die Gewerkschaftsführung‘ und den Aufbau von ‚Gruppen oppositioneller Gewerkschafter‘ sowie die Fortsetzung der oppositionellen Arbeit in allen betrieblichen Gewerkschaftsorganisationen […]“ Der zweite Parteitag der KPD 1977 setzte sich schließlich kritisch mit dieser von der KPD betriebenen RGO-Politik auseinander und stellte fest, dass die Partei „insgesamt […] mit der RGO-Linie nicht den richtigen Weg gewiesen“ hatte.

### Kurskorrektur
1975 erfolgte eine „grundlegende Korrektur der politischen Linie“. Im April 1975 übernahm die KPD die neue, von der Kommunistischen Partei Chinas (KPCh) formulierte Theorie der drei Welten und erklärte die „sozialimperialistische“ UdSSR zum Hauptfeind. Bei Besuchen in der Volksrepublik China 1977 und 1978 wurden Vertreter der KPD vom KPCh-Vorsitzenden Hua Guofeng empfangen. Die KPD/AO gehörte bis zu ihrer Selbstauflösung am 8. März 1980 zu den entschiedensten Verfechtern der Politik der KP Chinas und begrüßte die sog. „Zerschlagung der konterrevolutionären Viererbande“ um die Witwe Mao Tsetungs.
Im November 1975 veröffentlichte die KPD die Erklärung „Für ein unabhängiges, vereintes und sozialistisches Deutschland“ und 1977 den „Rechenschaftsbericht des Zentralkomitees an den II. Parteitag der KPD“ sowie verschiedene politische Resolutionen (u. a. „Über die gegenwärtige Lage und die Aufgaben der KPD“ und „Resolution zur Gewerkschaftspolitik und proletarischen Einheitsfrontpolitik in der BRD“).

## Auflösung
Auf ihrem Dritten Parteitag löste sich die KPD im März 1980 auf.

### Organisation
Wie andere „K-Gruppen“ war auch die KPD/AO straff organisiert: „Die gesamte Partei fügt sich der einheitlichen Disziplin: Unterordnung des Einzelnen unter die Partei, Unterordnung der Minderheit unter die Mehrheit, Unterordnung der unteren Ebenen unter die höheren, Unterordnung der gesamten Partei unter das Zentralkomitee … Die höchste Ebene der Partei ist der Parteitag. Er bestimmt die Generallinie der Partei und wählt das Zentralkomitee. Die Delegierten für den Parteitag werden von den Grundorganisationen gewählt … Das Fundament der Partei ist die Zelle. Die KPD folgt dem leninistischen Prinzip der Bolschewisierung … Alle Mitglieder und Kandidaten der Partei müssen in ihrer gesamten Tätigkeit die Politik an die erste Stelle setzen; sie müssen ausnahmslos in Grundorganisationen aktiv mitarbeiten … Voraussetzung für die Aufnahme eines Kandidaten in die Partei ist die feste Entschlossenheit, die Revolution in Allem an die erste Stelle zu setzen, Kenntnis der Grundlagen der revolutionären Theorie und eine überprüfbare Praxis im Dienste der Partei“ (Statut, S. 7ff.).
In der Sponti-Szene wurde das bekannte Kürzel „KPD-AO“ in KPD/ANull oder KPD/OA verkehrt und scherzhaft als „KPD ohne Arbeiter“ gedeutet. Die Behauptung, die KPD bzw. KPD-AO sei „hauptsächlich in der Studentenschaft vertreten“ gewesen und habe „nahezu keine Arbeiter oder anderen Werktätigen an sich binden“ können, lässt sich nicht belegen, da genaue Zahlen über die Zusammensetzung der KPD-Mitglieder von der Parteiführung nie veröffentlicht wurden. Behauptet wurde jedoch: „Insgesamt stellen die Arbeiter in Groß- und Mittelbetrieben, die Werktätigen, die in Versorgungsbetrieben, in Büro und Verwaltung arbeiten, zusammen mit den Angehörigen der werktätigen Intelligenz die große Mehrheit der Parteiarbeiter“.
Die Partei wurde durch den Ständigen Ausschuss des Politbüros geleitet. Die Mitglieder des Politbüros wurden vom Zentralkomitee gewählt. Die politische Führung der einzelnen Grundorganisationen („Zellen“) oblag den jeweiligen Regionalkomitees in den einzelnen Bundesländern. Parteizellen wurden vor allem in Großbetrieben und Krankenhäusern gebildet; vereinzelt wurden in den Anfangsjahren auch Stadtteilkomitees oder Straßenzellen gegründet.
Studenten wurden im Kommunistischen Studentenverband (KSV) organisiert, unterstützten jedoch in breitem Umfang die politische Arbeit der Partei und ihrer Zellen durch den regelmäßigen Verkauf der „Roten Fahne“ und das Verteilen von Flugblättern vor den Werkstoren und im Stadtteil.

### Personen und Unterorganisationen
Wortführer der Partei waren Christian Semler und Jürgen Horlemann. Das Zentralorgan trug den Namen „Rote Fahne“, das theoretische Organ war „Theorie und Praxis des Marxismus-Leninismus“. Die einzelnen Parteizellen publizierten eigene Zellenzeitungen („Kommunistische Arbeiterpresse“), die kostenlos vor den Werkstoren verteilt wurden.
Der Partei nahestehende „Trabanten“-Organisationen waren
- der Kommunistische Jugendverband (KJV bzw. KJVD),
- der Kommunistische Studentenverband (KSV),
- der Kommunistische Oberschülerverband (KOV),
- die Rote Hilfe e. V. (1979 aufgelöst)[15] und
- die Vereinigung Sozialistischer Kulturschaffender (VSK), die zunächst vierteljährlich die „Sozialistische Zeitschrift für Kunst und Gesellschaft“ und ab 1978 bis Anfang der 80er Jahre die im gleichen Rhythmus erscheinende Zeitschrift „Spuren“ herausgab (benannt nach einem gleichnamigen Buch des Philosophen Ernst Bloch).

Als „antiimperialistische Massenorganisation“ fungierte die im Juli 1971 gegründete Liga gegen den Imperialismus.

### Einflüsse
Bei den Landtags- und Bundestagswahlen kam die KPD über 0,7 % der Stimmen (West-Berlin 1975) nie hinaus.
Regelmäßig am 1. Mai führte die KPD zusammen mit dem KJVD, dem KSV, dem KOV und der Liga gegen den Imperialismus sowie befreundeten ausländischen Organisationen eigene 1.-Mai-Demonstrationen in verschiedenen Städten durch (z. B. beteiligten sich 1973 ca. 5000 Anhänger an der von der KPD organisierten 1. Mai-Demonstration im Berliner Wedding).
1973 drohte der KPD ein Verbotsverfahren, gegen das die Partei und ihre Anhänger am 23. Juni 1973 in Karlsruhe demonstrierten. Gegen das drohende Verbot der „K-Gruppen“ (KBW, KPD und KPD/ML) 1977 organisierten diese gemeinsam für den 8. Oktober 1977 eine große Demonstration in Bonn. Zu einem Verbotsverfahren kam es in keinem Fall.
Einen gewissen Einfluss konnte die KPD Ende der 1970er Jahre in der Anti-AKW-Bewegung erreichen. Mitglieder und Anhänger der KPD beteiligten sich u. a. am 19. Februar 1977 an der Anti-AKW-Demonstration in Brokdorf, am 24. September 1977 an der verbotenen Anti-AKW-Demonstration gegen das Kernkraftwerk Kalkar und an der großen Anti-AKW-Demonstration am 14. Oktober 1979 in Bonn.
Laut parteieigenem Rechenschaftsbericht des Zentralkomitees anlässlich des II. Parteitags 1977 schätzte die KPD ihren Einfluss auf die politische Entwicklung in der Bundesrepublik Deutschland selbst wie folgt ein: „Durch die Streikbewegung in Nordrhein-Westfalen im Herbst 1973 erlangte die Partei einen großen ideologischen und politischen Einfluss, der sich in der ganzen BRD niederschlug, so z. B. durch die Beteiligung von Genossen und Freunden der Partei an der selbständigen Streikleitung beim Ford-Streik.“ Wie groß dieser Einfluss tatsächlich war, steht auf einem anderen Blatt.
Die KPD hatte keine engere Verbindung zum ebenfalls maoistischen Kommunistischen Bund Westdeutschland (KBW). Dieser verfügte durch eine weniger restriktive Kaderpolitik über mehr Mitglieder als die KPD und war weitaus professioneller organisiert als diese, der Einfluss beider Gruppen in der Bundesrepublik (ohne Westberlin) Mitte der 70er Jahre war allerdings – unter Berücksichtigung der Ergebnisse von Land- und Bundestagswahlen – etwa gleich: Bei der Bundestagswahl 1976 erhielt die KPD 22714 Zweitstimmen, der KBW 20018. In Westberlin war die KPD mit Abstand einflussreichste K-Gruppe: Bei der Wahl zum Abgeordnetenhaus von Berlin 1975 erhielt sie 10125 Stimmen, der KBW 786.

### Parteitage
- Der erste Parteitag fand vom 26. bis zum 29. Juni 1974 in Köln statt und wurde mit einer Großveranstaltung abgeschlossen.
- Der zweite Parteitag (vom 28. bis 31. Juli 1977) fand in Duisburg statt und wurde am 10. September 1977 mit einer öffentlichen Veranstaltung in Offenbach beendet.
- Auf dem dritten Parteitag 1980, der in der Nähe von Gelsenkirchen abgehalten wurde, löste sich die KPD auf. Die letzte Ausgabe der „Roten Fahne“ mit Berichten über und Anträgen vom dritten Parteitag erschien am 19. März 1980.

Die Führungskader wie Semler und andere schlossen sich in der Gruppe der 99 zusammen, die jedoch nach einem Jahr aufgelöst wurde. Viele Mitglieder wurden in der immer stärker werdenden Ökologiebewegung und bei den Grünen aktiv.
Durch zahlreiche Spaltungen, Zusammenschlüsse, Umbenennungen und nicht selten auch Namensgleichheiten fällt die Orientierung in der Landschaft der K-Gruppen der 1970er Jahre außerordentlich schwer. Die KPD ist insbesondere zu unterscheiden von der leicht mit ihr zu verwechselnden und ebenfalls maoistischen, aber dem albanischen Parteikurs folgenden KPD/ML, die nach der Auflösung der KPD 1980 zunächst selbst das frei gewordene traditionsreiche Kürzel KPD (ohne Zusatz) besetzte; eine Abspaltung von dieser heißt seit 1986 erneut KPD/ML.

## Ehemalige Mitglieder bzw. Mitglieder von Bündnisorganisationen
- Marianne Brentzel (* 1943), Schriftstellerin
- Felix Droese (* 1950), Künstler (VSK)
- Hannes Heer (* 1941), Historiker, Regisseur und Publizist
- Jochen Hiltmann (* 1935), Bildhauer, Maler, Grafiker, Kunstkritiker und Filmemacher (VSK)
- Helga Hirsch (* 1948), Journalistin
- Jürgen Horlemann (1941–1995), Autor und Verleger
- Jörg Immendorff (1945–2007), Maler und Bildhauer
- Willi Jasper (1945–2023), Literaturwissenschaftler, Kulturhistoriker
- Klaus Kreimeier (1938–2024), Filmwissenschaftler, Publizist
- Michael Kühnen, (1955–1991), führender Neonazi
- Helmut Lethen (* 1939), Germanist
- Claus-Peter Lieckfeld (* 1948), Dichter, Journalist
- Horst Mahler (1936–2025), Mitbegründer der RAF, später NPD-Mitglied und NPD-Anwalt sowie Holocaustleugner, Antisemit und Verfasser der "Verkündigung der Reichsbürgerbewegung"[17]
- Peter Neitzke (1938–2015), Architekt, ehemals führendes Mitglied des Westberliner SDS
- Alexander von Plato (* 1942), Historiker
- Alan Posener (* 1949), Journalist, Kommentarchef der Welt am Sonntag
- Frieder Reininghaus (* 1949), Musikjournalist
- Rüdiger Safranski (* 1945), Schriftsteller und Publizist
- Jens Scheer (1935–1994), Physiker an der Uni Bremen, Atomkraftgegner
- Karl Schlögel (* 1948), Historiker
- Gerhard Schneider (* 1938), Romanist
- Wolfgang Schwiedrzik (* 1940), Verleger
- Christian Semler (1938–2013), Taz-Journalist
- Gerhard Strate (* 1950), Rechtsanwalt und Strafverteidiger
- Martin Thomas (* 1950), 1991–1993 Fraktionssprecher der Grünen in der Bremischen Bürgerschaft
- Antje Vollmer (1943–2023), Theologin, Politikerin bei Bündnis 90/Die Grünen, Bundestagsvizepräsidentin
- Rudolf G. Wagner (1941–2019), Sinologe
- Wolfgang Wieland (1948–2023), Rechtsanwalt, Bündnis 90/Die Grünen MdB von 2005 bis 2013 sowie von 2001 bis 2002 Bürgermeister und Justizsenator des Landes Berlin
- Bernd Ziesemer (* 1953), Journalist, Chefredakteur des Handelsblatts

Dieter Kunzelmann wurde nach seiner Verurteilung während der Haft als Freigänger 1975 „Kandidat“, aber nicht Mitglied der KPD-AO in Berlin für die Wahl zum Abgeordnetenhaus von Berlin.